# Волк южных Скалистых гор
Волк южных Скалистых гор(лат. Canis lupus youngi , англ. The Southern Rocky Mountain Wolf) — вымерший подвид волка обыкновенного, эндемик Северной Америки, обитавший в пустынях и полупустынях предгорий южных (к югу от 45° с. ш.) Скалистых гор, восточной части Большого Бассейна и плато Колорадо. Его ареал охватывал северную и южную часть Юты, юг Вайоминга, запад Колорадо и север Нью-Мексико, сместившись к концу существования подвида в центральную Неваду и южную Калифорнию.
Окрас светлый буровато-палево-серый или буровато-серый. Черный налет на спине выражен умеренно, у некоторых особей сгущается вдоль хребта, образуя «ремень». Морфологически очерчен нечетко, тяготея, с одной стороны, к южным представителям группы Макензийских равнинных волков (Canis lupus occidentalis), с другой — к волкам Великих Равнин (Canis lupus nubilus). Видимо, представляет собой переходную между ними форму. По размеру мельче макензийских, но крупнее волков Великих равнин, окрашен несколько темнее, чем названные подвиды. В Старом Свете аналогов не имеет. По размеру, варьировали от средних до больших, 1,2—1,5 м в длину, весом в среднем около 40 кг, хотя были найдены особи весом до 60 кг. Считался вторым по величине волком на территории США.
Волки южных Скалистых гор официально вымерли в 1935 году от чрезмерной охоты, отлова и отравления, по другим данным исчез в 1940 году. Был классифицирован как подвид серого волка в 1937 году американским биологом Эдвардом Альфонсом Гольдманом (1873-1946). Подвиду было присвоено латинское название Canis lupus youngi в честь Стэнли Пола Янга (1889-1969), начальника охотничьего отдела Государственного департамента сельского хозяйства США.